# Puchar Słowenii w piłce siatkowej mężczyzn (1997)
Puchar Słowenii w piłce siatkowej mężczyzn 1997 – 7. sezon rozgrywek o siatkarski Puchar Słowenii po odzyskaniu przez to państwo niepodległości zorganizowany przez Słoweński Związek Piłki Siatkowej (Odbojkarska zveza Slovenije, OZS).
Do Pucharu Słowenii w sezonie 1997/1998 zgłosiło się 26 drużyn. Rozgrywki składały się z dwóch rund wstępnych, 1/8 finału, ćwierćfinałów oraz turnieju finałowego. We wszystkich rundach rywalizacja toczyła się w systemie pucharowym. Finaliści z poprzedniego sezonu, tj. Salonit Anhovo Kanal i Gradis Maribor, rozgrywki rozpoczynali od ćwierćfinałów.
Turniej finałowy odbył się w dniach 13-14 grudnia 1997 roku w Lublanie. W jego ramach rozegrano półfinały i finał. Po raz pierwszy Puchar Słowenii zdobył Fužinar, który w finale pokonał Salonit Anhovo Kanal.

## Drużyny uczestniczące
| 1A. DOL (7 drużyn)        | 1A. DOL (7 drużyn) |
| ------------------------- | ------------------ |
| Fužinar                   | zwycięstwo         |
| Gradis Maribor            | półfinał           |
| Krka Novo mesto           | ćwierćfinał        |
| Olimpija                  | półfinał           |
| Pomgrad                   | ćwierćfinał        |
| Salonit Anhovo Kanal      | finał              |
| Šoštanj Topolšica         | ćwierćfinał        |
| 1B. DOL (7 drużyn)        |                    |
| Bled                      | ćwierćfinał        |
| Granit Slovenska Bistrica | 1/8 finału         |
| Hotel Simonov Zaliv Izola | 1/8 finału         |
| Kočevje                   | 1/8 finału         |
| Ljutomer                  | 2. runda           |
| ŠDO Brezovica             | 1/8 finału         |
| Termo Lubnik Škofja Loka  | 2. runda           |

| 2. DOL (7 drużyn)       | 2. DOL (7 drużyn) |
| ----------------------- | ----------------- |
| Astec Triglav Kranj     | 2. runda          |
| Bled II                 | 2. runda          |
| Fužinar II              | 1/8 finału        |
| IGM Hoče                | 2. runda          |
| Nigrad Maribor          | 2. runda          |
| Mislinja                | 2. runda          |
| SIP Šempeter            | 1/8 finału        |
| 3. DOL (4 drużyny)      |                   |
| Beltinci                | 2. runda          |
| Bohinj                  | 2. runda          |
| Lenart Mascom           | 1. runda          |
| Logatec                 | 2. runda          |
| Pozostałe (1 drużyna)   |                   |
| Termoelektrarna Šoštanj | 1. runda          |

## Rozgrywki

### 1. runda
| Drużyna 1 | Drużyna 2               |
| --------- | ----------------------- |
| Beltinci  | Lenart Mascom           |
| Mislinja  | Termoelektrarna Šoštanj |

### 2. runda
| Drużyna 1                 | Drużyna 2           |
| ------------------------- | ------------------- |
| Krka Novo mesto           | Astec Triglav Kranj |
| Granit Slovenska Bistrica | Nigrad Maribor      |
| Kočevje                   | Bled II             |
| Pomgrad                   | Beltinci            |
| Termo Lubnik Škofja Loka  | SIP Šempeter        |
| Bled                      | Bohinj              |
| Ljutomer                  | Fužinar II          |
| ŠDO Brezovica             | IGM Hoče            |
| Fužinar                   | Mislinja            |
| Hotel Simonov Zaliv Izola | Logatec             |

### 1/8 finału
| Drużyna 1         | Drużyna 2                 |
| ----------------- | ------------------------- |
| Krka Novo mesto   | Granit Slovenska Bistrica |
| Olimpija          | Kočevje                   |
| Pomgrad           | SIP Šempeter              |
| Bled              | Fužinar II                |
| Šoštanj Topolšica | ŠDO Brezovica             |
| Fužinar           | Hotel Simonov Zaliv Izola |

### Ćwierćfinały
| Drużyna 1            | Drużyna 2       |
| -------------------- | --------------- |
| Salonit Anhovo Kanal | Krka Novo mesto |
| Olimpija             | Pomgrad         |
| Gradis Maribor       | Bled            |
| Šoštanj Topolšica    | Fužinar         |

### Turniej finałowy

#### Półfinały
| Drużyna 1            | Drużyna 2 | Wynik                          |
| -------------------- | --------- | ------------------------------ |
| Salonit Anhovo Kanal | Olimpija  | 3:0 (15:6, 15:2, 15:6)         |
| Gradis Maribor       | Fužinar   | 1:3 (15:13, 8:15, 5:15, 10:15) |

#### Finał
| Drużyna 1            | Drużyna 2 | Wynik                    |
| -------------------- | --------- | ------------------------ |
| Salonit Anhovo Kanal | Fužinar   | 0:3 (13:15, 9:15, 14:16) |